# Асти
А́сти (итал. Asti, пьем. Ast, лат. Hasta Pompeia) — город в итальянском регионе Пьемонт, на реке Танаро в 55 км к востоку от Турина. Административный центр одноимённой провинции, место проведения ежегодных палио (скачек). Покровителем города считается св. Секунд Астийский. День города: 1-й вторник мая.

## История
Древние римляне в 129 году до н. э. основали на месте лигурийского поселения военный лагерь Colonia, призванный охранять дорогу из Рима в Галлию, позднее ставший городом, получившим название Hasta Pompeia, так как, согласно легенде, полководец Помпей Великий (106-48 гг. до н. э.) воткнул на месте его основания своё копьё. 
Во время Великого переселения народов город не раз принимал первый удар хлынувших в Италию варваров. Захватившие в 568 году Северную Италию лангобарды разделили её на 36 «графств», столицей одного из которых сделали Асти.
При Каролингах власть в округе перешла в руки местных епископов. XI век ознаменовался вооружённым противостоянием между епископом Оттоном и графиней Аделаидой Сузской. В феврале 1155 года город, примкнувший к Ломбардской лиге, сжёг её злейший враг — император Фридрих Барбаросса. С тех пор жители Асти, правившие городом самостоятельно, искусно балансировали между императором, папой и генуэзцами.
В XIII веке город вступил в борьбу с Миланом, Альбой, Алессандрией, Савойской династией и маркграфами Монферрата и Салуццо за торговое первенство в Пьемонте. В середине века в политическую зависимость от Асти попала Альба, а в торговую — Турин и Кьери. На стороне савойского герцога против жителей Асти выступил Карл Анжуйский.
К этой же эпохе относится возникновение обычая ежегодно проводить в городе фестиваль палио — скачек, впервые упомянутый под 1275 годом местным хронистом Гульельмо Вентурой.
Борьба за независимость обострила противоречия между «лучшими гражданами», и в 1314 году банкиры Соларо передали город под власть неаполитанской короны. В 1339—1342 годах республика была на короткое время восстановлена, после чего жители Асти поддались под руку миланских Висконти. Свои права на Асти впоследствии предъявляли также Иоанн II Палеолог (маркграф Монферрата) и Людовик Орлеанский, которому вместе с рукой Валентины Висконти и отошёл Асти.
Вплоть до Итальянских войн город оставался французским анклавом в Италии. По Камбрейскому миру (1530) французская корона уступила права на Асти императору Карлу V, который передал его под управление своего командующего Шарля де Ланнуа. После смерти последнего император назначил Асти приданым за Беатрисой Португальской по случаю её брака с Карлом Савойским. С тех пор Асти стал владением Савойской династии.

## Достопримечательности
- Торре Росса (Красная башня) — романская башня, нижняя часть которой была построена в I веке до нашей эры. Предполагается, что это была одна из двух башен городских ворот римского периода.
- Соборная церковь Успения Девы Марии (1309—1348) — одно из самых больших готических зданий на севере Италии.
- Многочисленные памятники ломбардского средневековья, включая башню Траяна (XIII век), баптистерий Сан-Пьетро (X век), готическую церковь Сан-Секондо с более древней кампанилой, докаролингские крипты в Сан-Джованни и Сан-Анастасио.
- Дворцы и церкви эпохи Возрождения, включая палаццо Альфьери, в котором родился драматург Витторио Альфьери.

## Известные уроженцы
- Оджерио Альфьери (1230-1294) — итальянский хронист, первый известный по имени городской летописец.
- Гульельмо Вентура (1250-1325) — местный хронист, продолжатель сочинения Оджерио Альфьери.
- Витторио Альфьери (1749-1803) — итальянский поэт и драматург-классицист.
- Ринальдо Капелла (род. 1964) — итальянский автогонщик.